# Patryk Stosz
Patryk Stosz (Kluczbork, 15 de julio de 1994) es un ciclista profesional polaco que milita en las filas del conjunto Voster ATS Team.

## Trayectoria
Se unió al equipo CCC Sprandi Polkowice para la temporada 2015.
A finales de julio de 2019 fue seleccionado para representar a su país en el Campeonato Europeo de Ciclismo en Ruta. En esa ocasión, ocupó el cuadragésimo lugar en la carrera de ruta. En 2020, fue seleccionado para representar a su país en el Campeonato Europeo de Ciclismo en Ruta organizado en Plouay en Morbihan y ocupó el puesto decimonoveno en la carrera de ruta.

## Palmarés
2019
- Korona Kocich Gór
- 1 etapa del Tour de Almaty

2020
- Tour de Bulgaria, más 1 etapa

2021
- 1 etapa de la Belgrado-Bania Luka
- 1 etapa del Tour de Malopolska
- 1 etapa de la Carrera de la Solidaridad y de los Campeones Olímpicos
- 1 etapa del Szlakiem Grodów Piastowskich
- 2 etapas del Tour de Rumania
- 1 etapa del Circuito de las Ardenas

2022
- GP Gorenjska
- 1 etapa del Tour de Malopolska
- 1 etapa de la Carrera de la Solidaridad y de los Campeones Olímpicos
- 1 etapa del Tour de Bulgaria

2023
- Porec Trophy[2]
- 1 etapa del Tour de Bulgaria

2024
- 1 etapa del Tour de Mauricio
- Clásica de la isla de Mauricio
- 3.º en el Campeonato de Polonia en Ruta
- 1 etapa de la Carrera de la Solidaridad y de los Campeones Olímpicos

2025
- 1 etapa del Tour de Malopolska